# Urga (Film)
Urga (russisch Урга — территория любви, Urga — territorija ljubwi) ist ein Film des russischen Regisseurs Nikita Michalkow aus dem Jahr 1991.

## Handlung
Der mongolische Hirte Gombo lebt mit seiner Frau Pagma, ihren drei Kindern und seiner Mutter in einer Jurte in der Steppe, weit entfernt von der nächsten Siedlung. In diese – für ihn fremde – Welt gerät der russische Kraftfahrer Sergej, als er mit seinem Lkw liegen bleibt und von Gombos Familie herzlich aufgenommen wird.
Nach anfänglichem Unverständnis für die mongolische Kultur, u. a. das Schlachten eines Schafes, der Geschmack von „Airag“ (Kumys, gegorene Stutenmilch), entwickeln Gombo und Sergej eine Freundschaft, die sich im Verlauf einer „Einkaufsreise“ in die nächste Stadt vertieft.
Dort versucht Gombo, in einer Apotheke Präservative zu kaufen, weil die chinesischen Machthaber die Geburtenkontrolle vorschreiben. Sergej hingegen möchte wieder einmal ordentlich auf den Putz hauen. Dies führt zu seiner Verhaftung, aus der ihn Gombo mit Hilfe eines Freundes aber recht schnell „befreien“ kann. Erleichtert kehren sie zurück. Gombo konnte den verlockenden Angeboten an Konsumgütern nicht widerstehen und bringt ein Fahrrad und ein Fernsehgerät mit, zwei in der Steppe völlig sinnlose Geräte.

## Bedeutung
Es geht um die Freundschaft von zwei Männern aus verschiedenen Kulturen und über den Gegensatz zwischen der archaischen Nomadenkultur und der Industriegesellschaft. Dabei kündigen Symptome an, dass sich die Zerstörung der unberührten Natur wohl nicht aufhalten lässt.

## Auszeichnungen
Für den Film erhielt Nikita Michalkow bei den Internationalen Filmfestspielen von Venedig einen Goldenen Löwen. Urga war 1993 für den Oscar als „bester fremdsprachiger Film“ nominiert.